# گابریل کامپیو
گابریل کامپیو (اسپانیایی: Gabriel Campillo‎؛ زادهٔ ۱۹ دسامبر ۱۹۷۸) بوکسور اهل اسپانیا بود.